# Камастриљио (Пезаро и Урбино)
Камастриљио је насеље у Италији у округу Пезаро и Урбино, региону Марке.
Према процени из 2011. у насељу је живело 7 становника. Насеље се налази на надморској висини од 459 м.